# 酷日本
酷日本（日语：クールジャパン）是日本政府向海外推銷國際公認的日本文化軟實力所制定的宣傳计划與政策。旗下的計劃主要通過由政府及私人公司共同出資的海外需要開拓支援機構（Cool Japan Fund Inc.）來執行。

## 概要

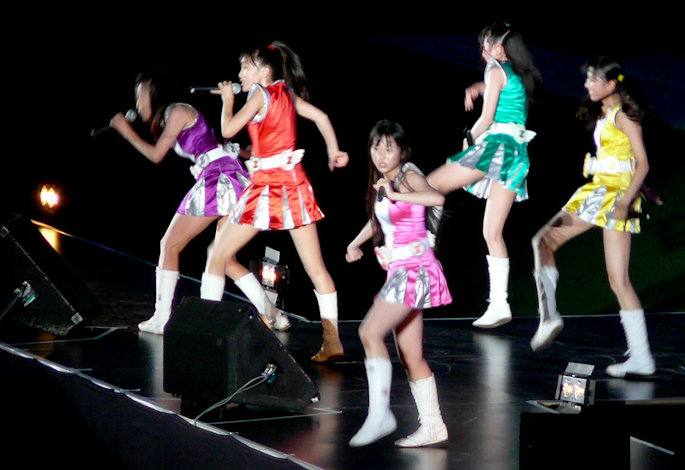
在2013年至2014年的調查中，桃色幸運草Z是知名度最高的女子偶像團體。

2002年，美國雜誌《外交政策》的一篇文章提出日本國民酷總值，以日本動漫、日本料理及日本流行音樂等文化領域計算日本的軟實力。其後日本希望通過輸出流行文化産品來挽救「失落的十年」的經濟落後。
2010年6月8日，日本政府正式於經濟產業省下成立酷日本海外推展室，加強文化產業的海外推銷。6月18日，菅直人内阁将酷日本海外推展列入新增长战略，成为国家战略。
2013年，在第2次安倍內閣中，稻田朋美被日本首相安倍晉三任命為內閣府特命擔當大臣（酷日本戰略擔當），加強投資日本文化在海外的推廣及帶來當中的經濟收益，並於同年成立酷日本基金，由公私共同出資過千億日圓，作為項目的財政來源。
2013年7月9日《日本經濟新聞》報導，酷日本政策推出以來，收益回流並不顯著，在初期僅有的例外是2011年電視動畫《魔法少女小圓》在全球製造的「小圓經濟圈（まどか☆マギカ経済圏）」：據統計，該作推出30個月，已替日本製造了400億日圓的經濟效益，也總算證明「有魅力的創作可推動資金回流」。
根據情報通信政策研究所的統計，日本放送節目的海外出口貿易額，2010年約為62億5000萬日圓，至2013年成長至138億日圓，動漫產品佔了其中的62.2％。
2015年4月28日，美國總統巴拉克·歐巴馬以國賓之禮迎接安倍晉三伉儷來訪，並在白宮草坪記者會的演說中表示：「美國人，尤其是我們的年輕人，可以藉此機會，感謝日本為我們帶來不少我們珍愛的東西，例如空手道、卡拉OK、漫畫和動畫。當然，還有繪文字。」。
2022年3月，酷日本基金累計赤字達309億日圓。聯合報引述朝日新聞，指若基金於2025財年仍未能轉虧為盈，將可能合併或廢除酷日本基金。

## 对日本经济的影响
近年来，日本的动画、漫画、电视、电影、游戏、出版等酷日本产业大都取得了很好成绩，实现了较为明显的增长。2000年包括电影、电视及其关联收入在内的影像类文化产品的销售收入约为4.13兆日元，而2011年时增至约4.5兆日元。2000年包括游戏软件、网络游戏、游戏厅等在内的游戏类文化产品的销售总额约为1.06兆日元，而2011年增至约1.2兆日元。不仅如此，在日本政府政策和资金的支持下，酷日本产品的海外拓展也取得了很大成绩，酷日本文化产品越来越受到全世界人们的关注。例如，在法国巴黎举办的世界上规模最大的“日本文化综合博览会”(EXPO)，2001年入场人数为3600人，2012年时增至约21万人。

## 相關
- 日本博覽會
- 清涼商務
- 酷不列顛尼亞
- 文化政策（英语：Cultural policy）

## 外部連結
- 酷日本基金官方網站 （页面存档备份，存于）